# MV Britannia (2015)
MV Britannia — британське круїзне судно, найбільше із шести кораблів, які обслуговуються компанією «P&O Cruises». Судно вступило на службу 14 березня 2015 року. Хрещеною судна є королева Єлизавета II.
На борту MV Britannia є 13 барів та 13 ресторанів і кафе. На кораблі є театр на 936 місць, чотири басейни та спа-центр Oasis. На судні є 1837 кают, у тому числі 64 апартаментів. Всі зовнішні каюти мають власні балкони.
Влітку MV Britannia здійснює круїзи між країнами Середземновор'я, Канарами та Скандинавією. Взимку курсує у Карибському регіоні.

## Галерея

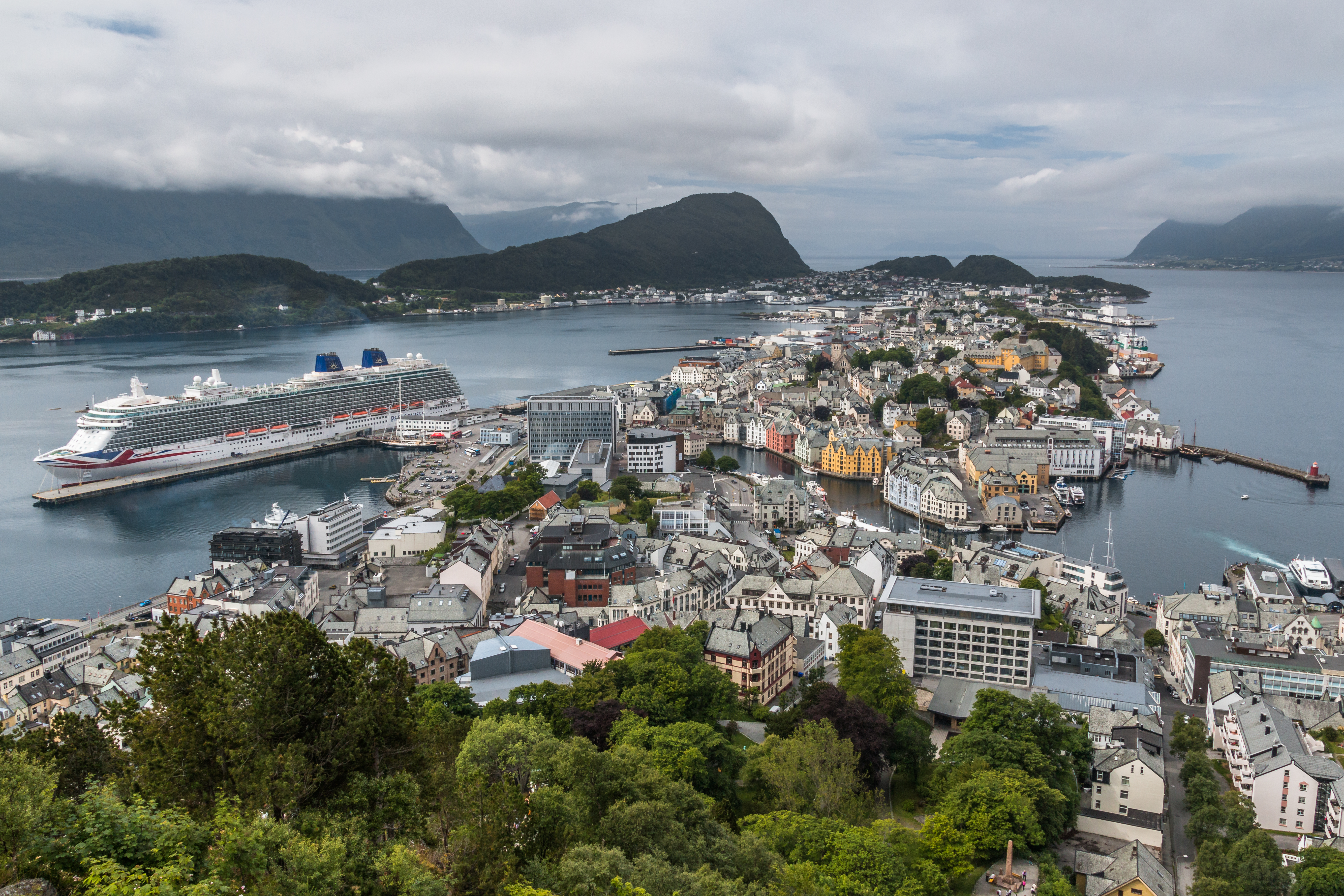
MV Britannia в порту Олесунна
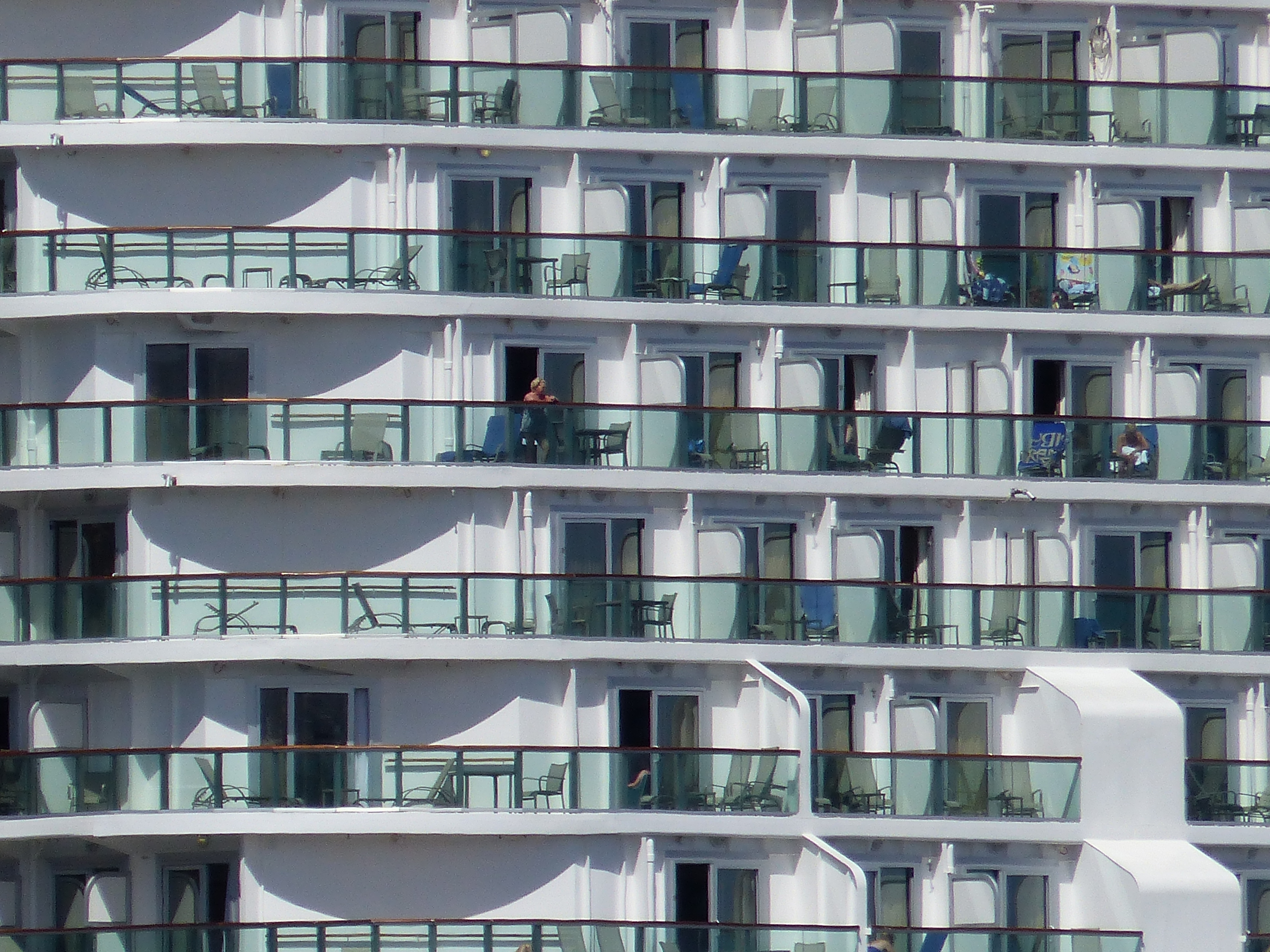
Палуби
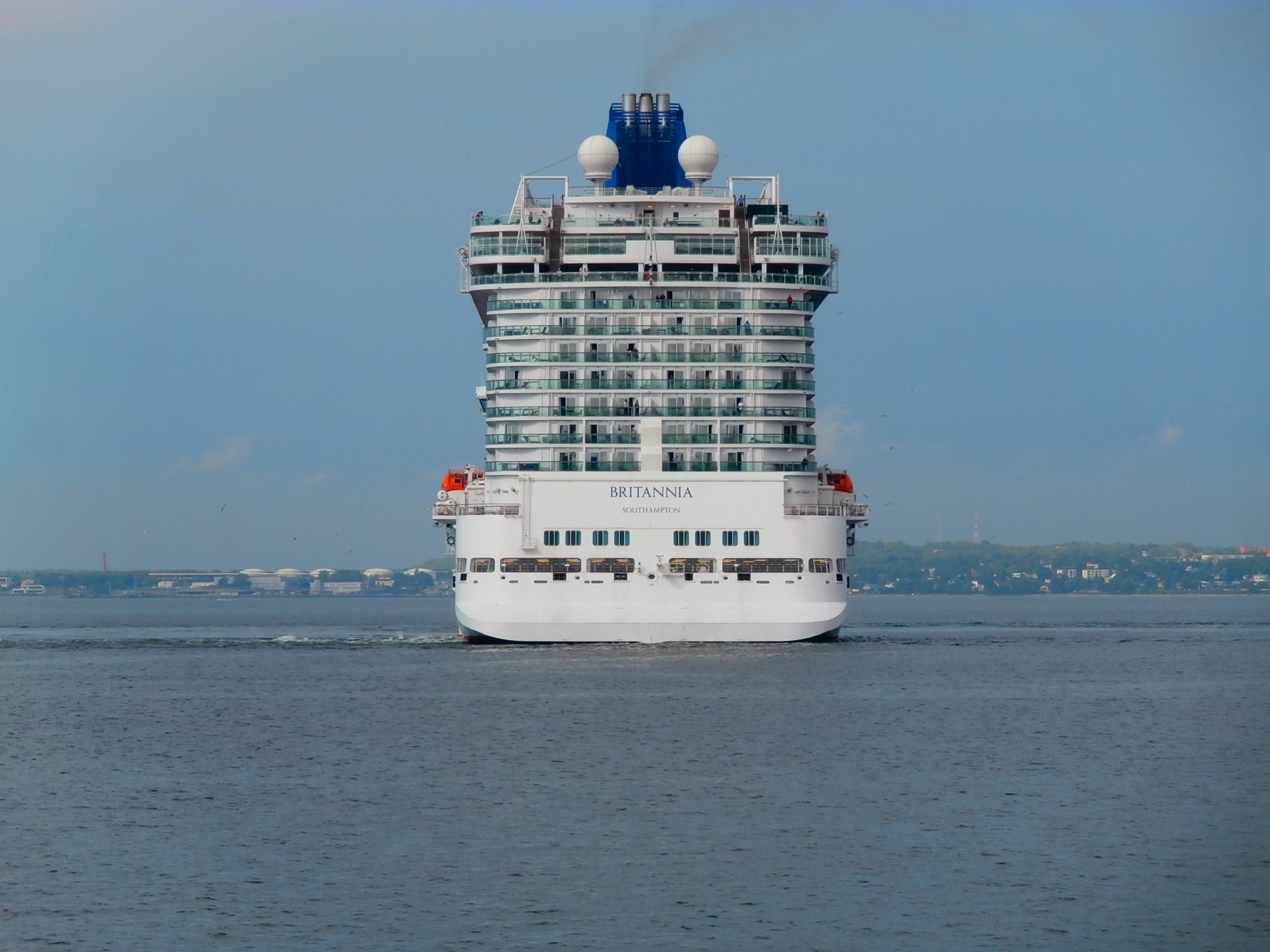
Корма
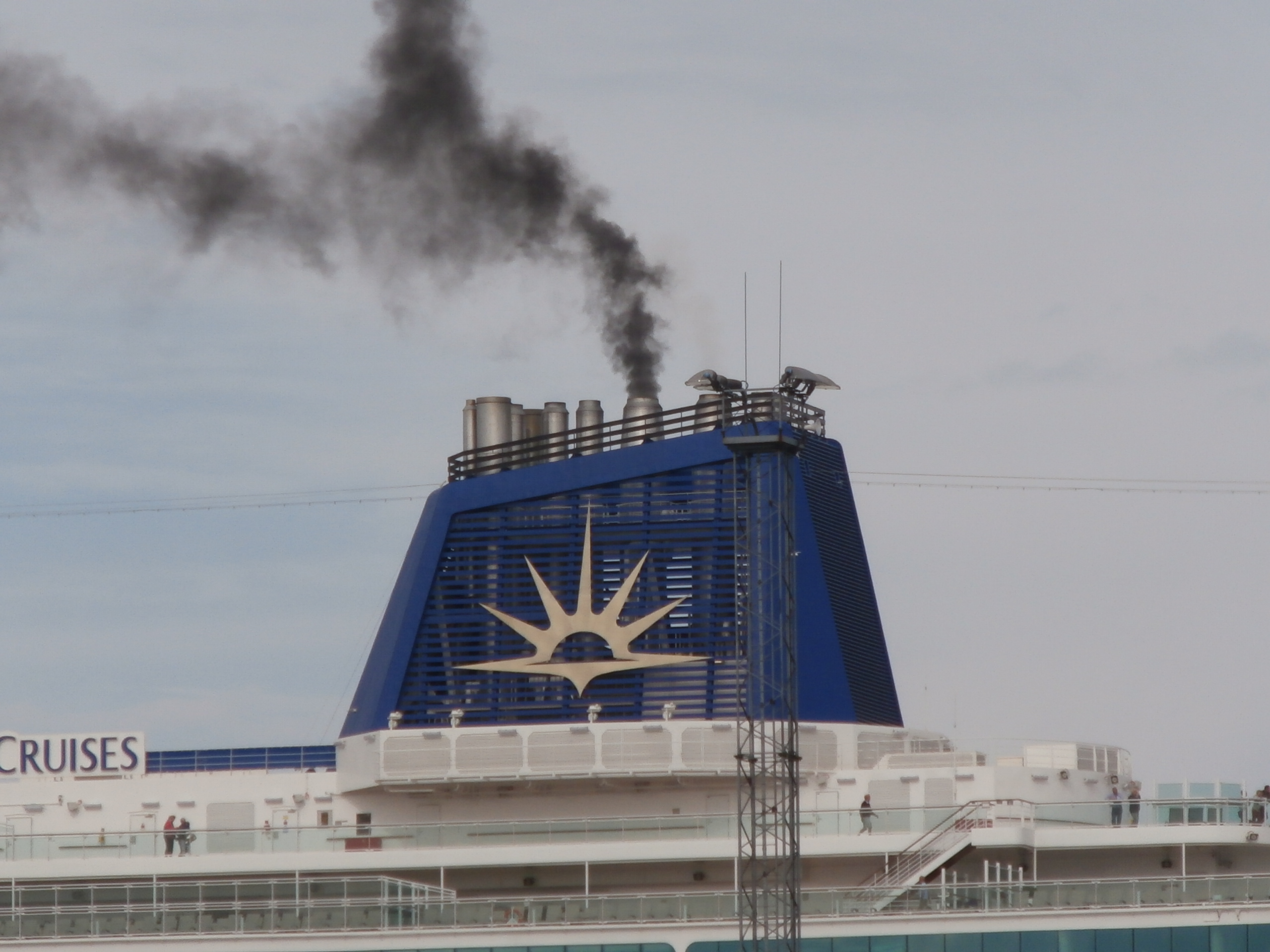
Димар